# 林萃橋駅

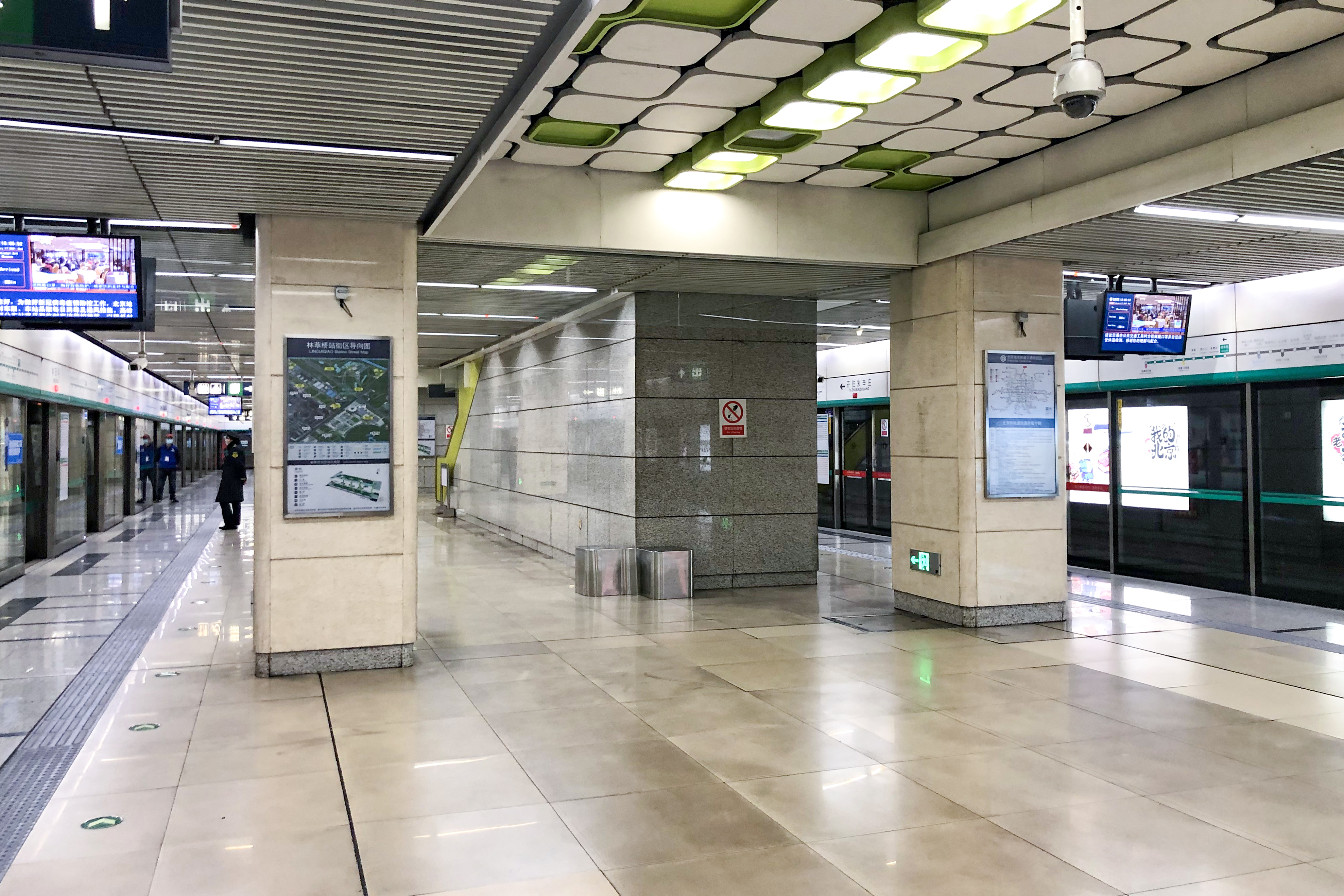
ホーム

林萃橋駅（りんすいきょうえき）は、中華人民共和国北京市朝陽区に位置する北京地下鉄8号線の駅である。

## 歴史
- 2011年12月31日 - 開業。

## 駅構造

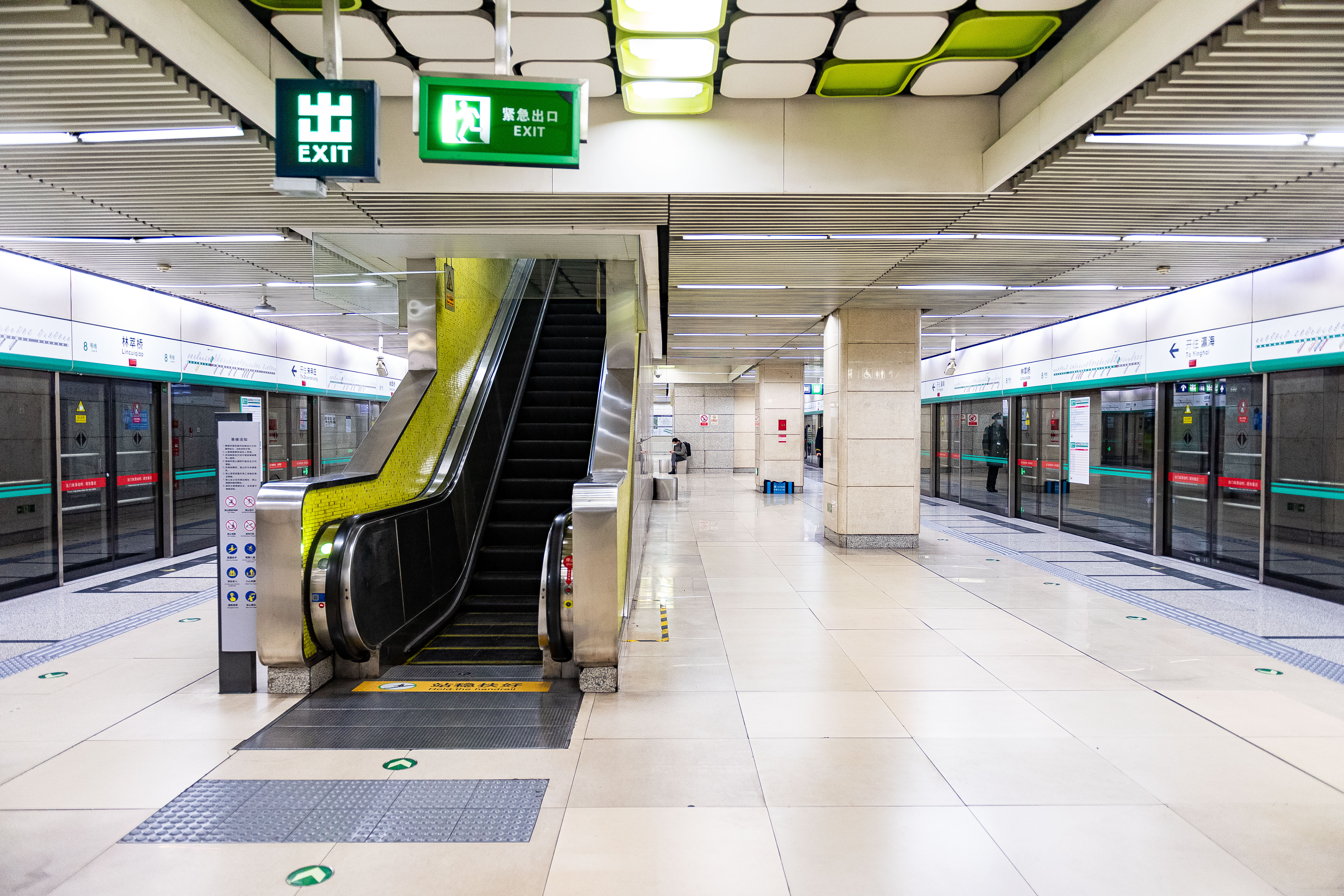
ホーム

島式ホーム1面2線の地下駅で、黄緑色を基調としている。

## 駅周辺
十数箇所の居住区があり、数万人が駅周辺に居住している他、国家テニスセンターや国家速滑館が存在している。

## 隣の駅
北京地下鉄
■8号線
永泰荘駅 - 林萃橋駅 - 森林公園南門駅